# Joe Venuti
Giuseppe „Joe“ Venuti (wahrscheinlich * 16. September 1903 in Philadelphia, Pennsylvania; † 14. August 1978 in Seattle, Washington) war ein US-amerikanischer Jazzmusiker und Violinist.

## Leben und Wirken
Das Geburtsdatum und auch der Geburtsort sind nicht gesichert. Venuti selbst behauptete lange, er sei am 1. September 1904 auf einem Schiff bei der Überfahrt seiner Eltern von Italien in die USA geboren worden. Joachim-Ernst Berendt vermutete, dass er damit am Anfang seiner Karriere eine Geburt in Italien verschleiern wollte, als das für einen Jazzmusiker in den USA nicht karrierefördernd war. Carlo Bohländer gibt in seinem Jazzführer an, dass Venuti bestritt, wie von einigen behauptet am 19. März 1894 in Lecco am Comer See geboren worden zu sein, an anderer Stelle wurde der 4. April 1898 als Geburtsdatum angegeben. Er verweist aber auch darauf, dass er für seine Scherze bekannt war. Laut Geburtsurkunde wurde er nach Reclams Jazzführer in Philadelphia als Sohn italienischer Einwanderer geboren. Nach Marcus Woelfle wurde er am 3. Dezember 1894 in Malgrate in Italien geboren.
Er trat 1923 sein erstes Engagement gemeinsam mit dem Gitarristen Eddie Lang an. Mit der für die damalige Instrumentierung sehr ungewöhnlichen Besetzung im Duo mit Gitarre war Venuti sehr erfolgreich; 1926 nahmen Lang und er im Duett zentrale Dokumente des frühen Jazz auf (spätere LP Stringing The Blues). Es ist als sein Verdienst zu sehen, dass sich die Geige als Jazzinstrument im Chicago-Jazz etabliert hat. Nach ersten Engagements bei Red Nichols und Jean Goldkette spielte er ab 1927 bei Paul Whiteman. In Folge arbeitete er mit Frank Trumbauer, Frank Signorelli, Benny Goodman, Jack Teagarden, Tommy Dorsey, Jimmy Dorsey, den Boswell Sisters, Roger Wolfe Kahn und den meisten wichtigen weißen Jazzmusikern der späten 1920ern und frühen 1930ern. Mit seinen Blue Four und Harold Arlen als Sänger hatte er mit dem für Columbia eingespielten Song „Little Girl“ seinen ersten Hiterfolg in den Billboard Top 30.
Nach einem erfolgreichen Gastspiel 1934 in England war er zwei Jahrzehnte lang mit eigener Band (unter anderem mit Herb Geller) auf Tournee, trat danach mit kleinen Besetzungen in den Clubs von Los Angeles, Las Vegas und Seattle auf. 1968 war er mit großem Erfolg auf dem Newport Jazz Festival zu hören.
Venuti entwickelte eine neue Technik, um alle vier Saiten der Violine gleichzeitig spielen zu können. Bei der sogenannten Loose-Bow-Fiddle-Technik löste er die Halterung vom Frosch des Bogens und legte das Bogenhaar über die vier Saiten und führte den Bogenstab unter dem Instrument durch. Die Geige an sich war damit zwischen Bogenhaar und Bogenstab eingeklemmt, was das Erzeugen von bis zu vierstimmigen Klängen ermöglichte. Das 1927 von Venuti und Lang komponierte Stück Four String Joe bezieht sich auf diese Spieltechnik.
Er war der erste Jazzmusiker, der dem Jazz einen kammermusikalischen Charakter gegeben hat. Er hat entscheidend zur Entwicklung der Smallbands (Combos) beigetragen, die später im Bebop eine große Rolle spielen.
Sein Geigenspiel kann man als klarinettenartig bezeichnen. Er hatte eine kraftvolle Spielweise, bevorzugte höhere Register, pentatonische Läufe, benutzte Blues-Effekte.
Seine Artikulation ist geräuschfrei mit glattem, ungestörtem Ton in verschiedenen liegenden Stricharten, ohne die Spur eines Tonansatzes, der an den Ton, besonders der Blechblasinstrumente erinnern würde.
Die Nähe zur europäischen Kunstmusik, die klassische Schulung ist hier noch erkennbar.
Allerdings finden wir in seinem Spiel eine Reihe von Jazzmerkmalen, wie z. B. Blue Notes, Akzentverschiebungen (die häufig gebrauchte Dreierverschiebung über Vierergruppen, die auch unter dem Namen „secondary rag“ aus dem Ragtime stammend bekannt ist), die ternäre Phrasierung und natürlich die Improvisation als solche, machen seinen Stil eindeutig zum Jazz. Jazzstilistisch gesehen sind seine frühen Aufnahmen noch dem Chicago-Stil zuzurechnen, während spätere Aufnahmen Elemente des Swing enthalten.

## Diskografie (Auswahl)
- Really the Jazz, Venuti-Lang, 1927–28, EMI
- The Big Bands of Venuti, 1928–30, JSP (Vol. 1)
- The Big Bands of Venuti, 1928–33, JSP (Vol. 2)
- Hot Swing Fiddler, 1952–53, Sandy Hork
- Joe Venuti and Zoot Sims (Chiaroscuro – 1974) mit Dick Wellstood, George Duvivier, Cliff Leeman
- Joe Venuti and Zoot Sims Vol. 2 (Chiaroscuro – 1975) mit John Bunch, Milt Hinton, Bobby Rosengarden, Spigal Wilcox tb
- Hot Sonatas (Chiaroscuro – 1975) Joe Venuti & Earl Hines
- Gems (Concord – 1975) CD mit George Barnes g, Bob Gibbons rhythm-g, Herb Mickman b, Jake Hanna
- Joe Venuti & George Barnes (Live at the Concord Summer Festival 1977) mit Ross Tompkins, Ray Brown, Jake Hanna
- Ross Tompkins and Joe Venuti (Live at Concord ’77) mit Scott Hamilton, Ray Brown, Jake Hanna

| Titel                      | Jahr | Label        |
| -------------------------- | ---- | ------------ |
| Stringing The Blues        | 1926 | Australia    |
| The Daddy of the Violin    | 1973 | SABA/MPS     |
| Joe & Zoot (mit Zoot Sims) | 1974 | Chiaroscuro  |
| Gems                       | 1975 | Concord Jazz |

Von den zahlreichen Aufnahmen von Venuti sind nur sehr wenige auf CD erhältlich.

## Sammlung
- The Classic Columbia and Okeh Joe Venuti and Eddie Lang Sessions – 1926–1955 – (Mosaic – 2002) – 8 CDs mit Jack Pettis, Bix Beiderbecke, Frank Trumbauer, Jimmy Dorsey, Arthur Schutt, Don Murray, Red McKenzie, Adrian Rollini, Vic Berton, Frank Signorelli, Eddie Condon, Fud Livingston, Gladys Bentley, Victoria Spivey, King Oliver, Omer Simeon, Clarence Williams, Eva Taylor, Tommy Dorsey, Blind Willie Dunn, Texas Alexander, Lonnie Johnson, Louis Armstrong, Jack Teagarden, Happy Caldwell, Joe Sullivan, Kaiser Marshall, Bessie Smith, Hoagy Carmichael, Paul Whiteman, Bing Crosby, Jimmy McPartland, Tony Parenti, Harold Arlen, Red Nichols, Carl Kress, Dick McDonough, Benny Goodman, Bud Freeman, Pee Wee Erwin, Bunny Berigan